# کاتبرت (تگزاس)
کاتبرت (به انگلیسی: Cuthbert) یک منطقهٔ مسکونی در ایالات متحده آمریکا است که در شهرستان میچل، تگزاس واقع شده‌است. کاتبرت ۶۸۶٫۱۱ متر بالاتر از سطح دریا واقع شده‌است.